# Wahlkreis Charlottenburg-Wilmersdorf 4
Der Wahlkreis Charlottenburg-Wilmersdorf 4 ist ein Abgeordnetenhauswahlkreis in Berlin. Er gehört zum Wahlkreisverband Charlottenburg-Wilmersdorf und umfasst vom Ortsteil Charlottenburg die Gebiete beiderseits der Bismarckstraße, der Kantstraße und des Kurfürstendamms. Außerdem gehört vom Ortsteil Wilmersdorf die Umgebung des Olivaer Platzes zum Wahlkreis.

## Abgeordnetenhauswahl 2023
Bei der Wahl zum Abgeordnetenhaus von Berlin 2023 traten folgende Kandidaten an:
| Name                              | Partei           | Anteil der Erststimmen | Anteil der Zweitstimmen |
| --------------------------------- | ---------------- | ---------------------- | ----------------------- |
| Aldona Niemczyk                   | CDU              | 28,7 %                 | 27,9 %                  |
| Christoph Wapler                  | Grüne            | 25,9 %                 | 24,2 %                  |
| Reinhard Naumann                  | SPD              | 22,4 %                 | 20,1 %                  |
| Felix Recke-Friedrich             | FDP              | 07,3 %                 | 08,0 %                  |
| Johannes Kolleck                  | Die Linke        | 06,8 %                 | 08,2 %                  |
| Thomas Marten                     | AfD              | 04,6 %                 | 04,7 %                  |
| Henriette Spiering                | Tierschutzpartei | 01,9 %                 | 01,5 %                  |
| Nicole Langreder                  | Die PARTEI       | 01,3 %                 | 00,9 %                  |
| Michael Wunderlich                | dieBasis         | 00,6 %                 | 00,5 %                  |
| Marlene Cieschinger               | Piraten          | 00,4 %                 | 00,3 %                  |
| Lars Arnold                       | ÖDP              | 00,2 %                 | 00,1 %                  |
| –                                 | Volt             | –                      | 01,5 %                  |
| –                                 | Sonstige         | –                      | 02,1 %                  |
| Wahlberechtigte: 31.659 Einwohner |                  |                        |                         |
| Wahlbeteiligung: 65,3 %           |                  |                        |                         |

## Abgeordnetenhauswahl 2021
Bei der im Nachhinein für ungültig erklärten Wahl zum Abgeordnetenhaus von Berlin 2021 traten folgende Kandidaten an:
| Name                              | Partei           | Anteil der Erststimmen | Anteil der Zweitstimmen |
| --------------------------------- | ---------------- | ---------------------- | ----------------------- |
| Christoph Wapler                  | Grüne            | 27,0 %                 | 25,1 %                  |
| Reinhard Naumann                  | SPD              | 24,6 %                 | 22,0 %                  |
| Aldona Niemczyk                   | CDU              | 20,4 %                 | 18,7 %                  |
| Felix Recke-Friedrich             | FDP              | 10,7 %                 | 11,5 %                  |
| Johannes Kolleck                  | Die Linke        | 07,4 %                 | 08,9 %                  |
| Thomas Marten                     | AfD              | 04,0 %                 | 04,0 %                  |
| Henriette Spiering                | Tierschutzpartei | 01,9 %                 | 01,3 %                  |
| Nicole Langreder                  | Die PARTEI       | 01,7 %                 | 01,5 %                  |
| Michael Wunderlich                | dieBasis         | 01,5 %                 | 01,2 %                  |
| Marlene Cieschinger               | Piraten          | 00,5 %                 | 00,3 %                  |
| Lars Arnold                       | ÖDP              | 00,2 %                 | 00,1 %                  |
| –                                 | Volt             | –                      | 01,9 %                  |
| –                                 | Sonstige         | –                      | 03,5 %                  |
| Wahlberechtigte: 31.659 Einwohner |                  |                        |                         |
| Wahlbeteiligung: 78,4 %           |                  |                        |                         |

## Abgeordnetenhauswahl 2016
Bei der Wahl zum Abgeordnetenhaus von Berlin 2016 traten folgende Kandidaten an:
| Name                              | Partei           | Anteil der Erststimmen | Anteil der Zweitstimmen |
| --------------------------------- | ---------------- | ---------------------- | ----------------------- |
| Frank Jahnke                      | SPD              | 28,6 %                 | 23,2 %                  |
| Andreas Oldemeyer                 | CDU              | 20,3 %                 | 18,0 %                  |
| Christoph Wapler                  | Grüne            | 19,9 %                 | 20,6 %                  |
| Frauke Lindemann                  | FDP              | 11,4 %                 | 13,7 %                  |
| Katrin Lompscher                  | Die Linke        | 09,1 %                 | 09,6 %                  |
| Marc Vallendar                    | AfD              | 08,7 %                 | 08,9 %                  |
| Marlene Cieschinger               | Piraten          | 01,9 %                 | 01,3 %                  |
| –                                 | Die PARTEI       | 0–                     | 01,6 %                  |
| –                                 | Tierschutzpartei | 0–                     | 01,4 %                  |
| –                                 | Sonstige         | 0–                     | 01,7 %                  |
| Wahlberechtigte: 31.850 Einwohner |                  |                        |                         |
| Wahlbeteiligung: 68,2 %           |                  |                        |                         |

## Abgeordnetenhauswahl 2011
Bei der Wahl zum Abgeordnetenhaus von Berlin 2011 traten folgende Kandidaten an:
| Name                              | Partei           | Anteil der Erststimmen | Anteil der Zweitstimmen |
| --------------------------------- | ---------------- | ---------------------- | ----------------------- |
| Frank Jahnke                      | SPD              | 34,6 %                 | 33,6 %                  |
| Carsten Engelmann                 | CDU              | 27,6 %                 | 23,4 %                  |
| Sibylle Centgraf                  | Grüne            | 27,6 %                 | 23,6 %                  |
| Marlene Cieschinger               | Die Linke        | 04,6 %                 | 03,8 %                  |
| Frauke Lindemann                  | FDP              | 03,1 %                 | 03,2 %                  |
| Günter Czichon                    | Pro Deutschland  | 02,4 %                 | 00,8 %                  |
| –                                 | Piraten          | –                      | 07,7 %                  |
| –                                 | Tierschutzpartei | –                      | 01,0 %                  |
| –                                 | Sonstige         | –                      | 02,9 %                  |
| Wahlberechtigte: 31.501 Einwohner |                  |                        |                         |
| Wahlbeteiligung: 62,4 %           |                  |                        |                         |

## Abgeordnetenhauswahl 2006
Bei der Wahl zum Abgeordnetenhaus von Berlin 2006 traten folgende Kandidaten an:
| Name                              | Partei           | Anteil der Erststimmen |
| --------------------------------- | ---------------- | ---------------------- |
| Frank Jahnke                      | SPD              | 37,0 %                 |
| Helmut Heinrich                   | CDU              | 25,1 %                 |
| Alice Ströver                     | Grüne            | 20,3 %                 |
| Bernhard Skrodzki                 | FDP              | 09,0 %                 |
| Natalie Rottka                    | Die Linke        | 04,6 %                 |
| Stephanie Goldbach                | Tierschutzpartei | 01,9 %                 |
| Christiane Thomas-Plesner         | Bildungspartei   | 01,2 %                 |
| Rudolf Dettweiler                 | Einzelbewerber   | 00,9 %                 |
| Wahlberechtigte: 31.405 Einwohner |                  |                        |
| Wahlbeteiligung: 61,4 %           |                  |                        |

## Abgeordnetenhauswahl 2001
Bei der Wahl zum Abgeordnetenhaus von Berlin 2001 traten folgende Kandidaten an:
| Name                              | Partei         | Anteil der Erststimmen |
| --------------------------------- | -------------- | ---------------------- |
| Frank Jahnke                      | SPD            | 40,3 %                 |
| Helmut Heinrich                   | CDU            | 23,5 %                 |
| Alice Ströver                     | Grüne          | 14,6 %                 |
| Günter Rexrodt                    | FDP            | 14,2 %                 |
| Natalie Rottka                    | PDS            | 05,4 %                 |
| Andreas Hagenkötter               | STATT Partei   | 01,3 %                 |
| Andre Degbeon                     | Einzelbewerber | 00,5 %                 |
| Georg Stadnik                     | Einzelbewerber | 00,1 %                 |
| Wahlberechtigte: 29.618 Einwohner |                |                        |
| Wahlbeteiligung: 70,3 %           |                |                        |

## Abgeordnetenhauswahl 1999
Bei der Wahl zum Abgeordnetenhaus von Berlin 1999 traten folgende Kandidaten an:
| Name                              | Partei         | Anteil der Erststimmen |
| --------------------------------- | -------------- | ---------------------- |
| Axel Rabbach                      | CDU            | 43,1 %                 |
| Petra-Evelyne Merkel              | SPD            | 31,2 %                 |
| Alice Ströver                     | Grüne          | 15,7 %                 |
| Michaela Lindner                  | PDS            | 05,1 %                 |
| Bernhard Skrodzki                 | FDP            | 02,7 %                 |
| Michaela Sauerbaum                | Graue          | 01,8 %                 |
| Georg Stadnik                     | Einzelbewerber | 00,5 %                 |
| Wahlberechtigte: 30.240 Einwohner |                |                        |
| Wahlbeteiligung: 66,2 %           |                |                        |

## Abgeordnetenhauswahl 1995
Bei der Wahl zum Abgeordnetenhaus von Berlin 1995 erhielt Axel Rabbach (CDU) die meisten Erststimmen.

## Bisherige Abgeordnete
Direkt gewählte Abgeordnete des Wahlkreises Charlottenburg-Wilmersdorf 4 (bis 1999 Charlottenburg 2):
| Jahr | Name             | Partei | Anteil der Erststimmen |
| ---- | ---------------- | ------ | ---------------------- |
| 2023 | Aldona Niemczyk  | CDU    | 28,7 %                 |
| 2021 | Christoph Wapler | Grüne  | 27,0 %                 |
| 2016 | Frank Jahnke     | SPD    | 28,6 %                 |
| 2011 | Frank Jahnke     | SPD    | 34,6 %                 |
| 2006 | Frank Jahnke     | SPD    | 37,0 %                 |
| 2001 | Frank Jahnke     | SPD    | 40,3 %                 |
| 1999 | Axel Rabbach     | CDU    | 43,1 %                 |
| 1995 | Axel Rabbach     | CDU    | 40,3 %                 |